# Пикет (карточная игра)
Пикет (фр. piquet) — карточная игра со взятками для двух игроков.

## История
Пикет является одной из старейших карточных игр. Первое письменное упоминание игры произошло в 1535 году в книге «Гаргантюа и Пантагрюэль» французского писателя Рабле. Хотя легенды называют создателем игры полководца времён Столетней войны Этьена де Виньоля (Ла Гира), не исключён и приход игры из Испании (игровые элементы «пик» и «репик» возникли именно там).
Во время Тридцатилетней войны игра оказалась в Германии и быстро завоевала популярность, в том числе и в местной литературе того времени. Как и в случае игры bête, основная форма слова «пикет» стала глаголом и в этом качестве была применена в произведении Риста 1640 года Spiele: die man Picquetten.
До начала XX века пикет был популярнейшей карточной игрой во Франции, сходную нишу в Великобритании занимал криббедж. На остров французская игра попала после брака английской королевы Марии I и испанского короля Филиппа II в 1554 году. В то время игра была известна под названием процент от испанской игры cientos (сотни), так как одной из главных целей было получение 100 очков. После брака короля Карла I и Генриетты Марии в 1625 году англичане приняли французское название игры. Пикет был в моде в среде британской аристократии с XVII по начало XX века.
Российский писатель-сатирик Николай Страхов в журнале «Переписка моды» (1791 год) относит пикет вместе с вистом, ломбером, тентере и а л’а муш к списку Игр, подавших просьбы о помещении их в службу степенных солидных людей.

## Правила
Сдатчиком становится игрок, который при сдвиге колоды (колода делится на две части, которые меняются местами между собой), открывает старшую карту, он же и выбирает место за столом. Сдатчик тасует колоду, сдвигает соперник и каждому игроку сдается по 12 карт пакетами по две карты. Оставшаяся колода карт становится магазином. Одна партия состоит из шести раздач.
Каждая раздача состоит из четырёх этапов:
1. сбрасывание карт;
2. выбор комбинаций для объявления;
3. объявление комбинаций;
4. игра за взятку.

Стоимость карт в очках: туз — 11 очков; король, дама, валет, 10 — по 10 очков; остальные карты по своему значению. После раздачи карт и до их сброса игрок может получить 10 очков при условии, если у него есть на руках карт-бланш (простые нефигурные карты). Право первого сброса карт принадлежит сдатчику. Сдатчик может сбросить до 5 карт. Он кладет их возле себя в закрытом виде, затем берет из колоды сверху такое же количество карт. Если сдатчик решает не сбрасывать карты и сбросит меньше пяти карт, то он имеет право посмотреть все 5 верхних карт магазина. После этого сбрасывает карты соперник сдатчика. Он должен сбросить одну или более карт, но не больше, чем лежит в колоде. Он кладет их возле себя и берет карты взамен с колоды. Далее начинается другой этап — выбор комбинаций и объявление комбинаций.
Комбинации карт имеют следующую стоимость в очках:
- пойнт — несколько карт одной масти. Игрок, у которого самый длинный ряд карт, получает по одному очку за каждую карту пойнта. Если у обоих игроков равное количество карт в пойнте, то сравнивают стоимость карт, и тот игрок, у которого наивысшая стоимость, получает очки. Если стоимость одинаковая у обоих игроков, то очки не получает никто.
- секвенция — последовательность из трех карт одной масти:
  - 3 карты (терция) — 3 очка;
  - 4 карты (кварта) — 4 очка;
  - 5 карт (квинта) — 15 очков;
  - 6 карт (секстет или сексима) — 16 очков;
  - 7 карт (септет или септима) — 17 очков;
  - 8 карт (октет) — 18 очков.

Если у игроков секвенции равны, то выигрывает игрок, у которого более старшая карта в секвенции. Если и в этом случае секвенции равны, то очки не получает никто.
- группа — 3 или 4 карты одного достоинства, но разной масти. Группа составляется только из королей, дам, валетов и десяток. Игрок, у которого самая большая группа, получает очки:
  - 3 карты (трио) — 3 очка;
  - 4 карты (кварта или 14) — 14 очков.

Если у обоих игроков группы равны по количеству карт, то выигрывает игрок, у которого более старшая группа.
Сперва объявляются пойнты, затем секвенции, далее группы. После объявления комбинаций начинается игра за взятку. Первым ходит соперник сдатчика. Он может положить любую карту, его противник должен положить карту такой же масти, если такой карты нет, то может положить любую карту. Игрок, который выигрывает взятку, начинает следующий ход.
За каждую взятку в процессе игры начисляются очки:
- за первую карту взятки — 1 очко;
- за выигрыш взятки, которую начал соперник — 1 очко;
- за выигрыш последней взятки — 1 очко;
- за выигрыш семи или более взяток — 10 очков;

Каждый раз, игрок получая очки, записывает их количество и объявляет свой счет.
Также игроку могут быть начислены дополнительные очки:
- карт бланш (10 очков) — отсутствие на руках фигурных карт после раздачи;
- пике (30 очков) — наличие 30 очков на счету не сдающего игрока до открытия счета сдающего игрока;
- репик (60 очков) — счет в 30 очков у любого игрока до начала первой взятки;
- капот (40 очков) — выигрыш всех взяток во время игры;

Счета игроков каждый кон складываются вместе, при этом составляя общий счет игрока. Если партия состоит из шести конов, то складываются 6 счетов. Если оба игрока достигли рубежа 100 очков, то выигрывает игрок, у которого больший счет. Счет выигравшего игрока представляет разницу между его счетом и счетом соперника плюс 100 очков за выигрыш партии. Если оба игрока не достигли рубежа 100 очков то игрок, у которого меньше очков лишается их, а второй игрок считается победителем и его счет является суммой набранных им очков и очков соперника плюс 100 очков за выигрыш партии.